# 漢諾皮爾 (赫梅利尼茨基州)
50°27′13″N 26°53′43″E / 50.45361°N 26.89528°E

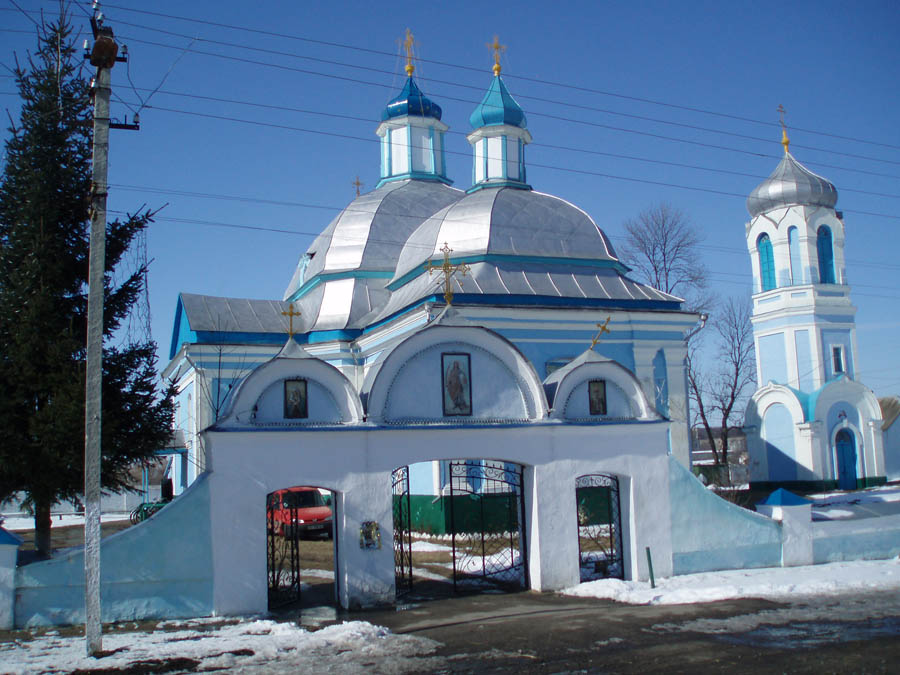
教堂

汉诺皮尔（羅馬化：Hannopil）是烏克蘭西部赫梅利尼茨基州舍佩蒂夫卡區汉诺皮尔市镇内的村落及其行政中心。始建於1542年，面積4.58平方公里，海拔高度226米，2001年人口860，人口密度每平方公里455人。